# Jan Wall
Svatý Jan Wall (angl. John Wall) byl anglický římskokatolický duchovní, člen františkánského řádu, jenž se stal obětí pronásledování katolické církve v Anglii po zřízení anglikánské církve.

## Život
Pocházel z Prestonu v hrabství Lancashire, kde se narodil v roce 1620 (přesné datum není známo). Ve svých 21 letech začal studia v Douai ve Francii (lze říci, že byl velmi intelektuálně založen) a roku 1645 přijal kněžské svěcení. Vrátil se ilegálně do Anglie a začal zde pastoračně působit mezi věřícími, kteří navzdory pronásledování zůstali věrni katolické víře. Po čase se vrátil do Douai a zde vstoupil do řádu menších bratří františkánů. Přijal řeholní jméno Jáchym od sv. Anny. Po nějakém čase byl ustanoven novicmistrem.
Roku 1656 odešel znovu do Anglie, usadil se ve Worcestershire a působil v ilegální pastoraci po 22 let. Používal též různá falešná jména, například Johnsonn, Webb nebo Dormore. Zároveň však působil jako představený na Royal Grammar School. Nakonec byl odhalen, obviněn ze spiknutí a uvězněn. Byl odsouzen k trestu smrti a popraven. Jeho tělo, kromě hlavy, bylo pohřbeno na hřbitově u kostela sv. Osvalda ve Worcesteru. Hlava byla převezena do Douai, kde je dodnes uchovávána a uctívána.
Beatifikován byl roku 1929 papežem Piem XI., kanonizován sv. Pavlem VI. ve skupině čtyřiceti mučedníků Anglie a Walesu v roce 1970.